# James Charles Cox
Pour les articles homonymes, voir Cox et James Cox.
James Charles Cox est un médecin et un conchyliologiste amateur australien, né le 21 juillet 1834 et mort le 29 septembre 1912.
Il enseigne la médecine à l’université de Sydney de 1883 à 1912. Cox est notamment l’auteur de :
- Catalogue of the Specimens of the Australian Land Shells in the collection of J. C. Cox (John Alex. Engel, Sydney, 1864).
- A Monograph of Australian Land Shells ... Illustrated by XVIII plates (William Maddock, Sydney, 1868).